# Filöverföringsprotokoll
Ett filöverföringsprotokoll är en metod att transportera en datafil mellan två datorsystem. Ett sådant protokoll behöver en underliggande transportmekanism, som numera vanligen är TCP/IP (Internet). Tidigare var det vanligt med protokoll som gick över modem utan några mellanlager, vilket gjorde att protokollet var tvunget att hantera sådana detaljer som korrigering av fel orsakade av brusiga telefonlinjer.

## Vanliga filöverföringsprotokoll på Internet-
- FTP
- HTTP
- SCP

## Något mindre vanliga filöverföringsprotokoll på Internet
- BitTorrent
- SFTP
- TFTP

## Andra filöverföringsprotokoll
- Kermit
- SEAlink
- Xmodem
- Zmodem
- UUCP